# フリッカー
フリッカー（英: flicker）は、蛍光灯やブラウン管を用いたディスプレイに生じる細かいちらつき現象のことである。フリッカとも。
フリッカーの原義は「明滅」「ゆらぎ」である。ディスプレイの書き換え頻度であるリフレッシュレートが低く、人間の目でその点滅を認識できるようになるという現象である。フリッカーの生じているディスプレイを長時間使っていると、疲労・めまい・吐き気などにつながる（⇒#人体への影響）。
視力1.0のヒトの目の分解能は0.01度であるが、ネコでは約0.1度、トンボでは約1度、ハエでは約2度である。光点の点滅を識別できる限度を点滅の頻度で表したものをフリッカー融合頻度(ちらつき融合頻度)というが、この頻度が高い方が動きの識別能力が高い。ヒトのフリッカー融合頻度は70Hz - 100Hzであるが、ハトでは150Hzと高く、また速く飛ぶ昆虫ではフリッカー融合頻度は非常に高く、例えばハエでは約300Hzである。

## 安全規格
IESNAでは、安全基準の元となる値であるパーセントフリッカーを以下のように定義している:
```
パーセントフリッカー = 100 *（波形の最大値 - 波形の最小値）/（波形の最大値 + 波形の最小値）
```

IEEE Std. 1789-2015では、高輝度LEDにおける最大パーセントフリッカーの推奨値を以下のように定義している:
生物学的影響を低リスクにする場合
```
最大パーセントフリッカー = 周波数 * 0.025  if 周波数 <   90Hz
最大パーセントフリッカー = 周波数 * 0.08   if 周波数 >=  90Hz && 周波数 <= 1250Hz
最大パーセントフリッカー = ∞              if 周波数 > 1250Hz
```

生物学的影響を防止する場合
```
最大パーセントフリッカー = 周波数 * 0.01   if 周波数 <   90Hz
最大パーセントフリッカー = 周波数 * 0.0333 if 周波数 >=  90Hz && 周波数 <= 3000Hz
最大パーセントフリッカー = ∞              if 周波数 > 3000Hz
```

## ブラウン管のフリッカー

### 原因
ブラウン管は、画面の上端から下端まで走査線を動かし、順次映像を書き換えることで表示を行っている。画面全体を書き換える頻度のことをリフレッシュレート（垂直同期周波数）という。たとえばリフレッシュレートが70Hzであるというのは、画面が1秒間に70回書き換えられているということを意味する。画面がなめらかに動いて見えるのは、この書き換えが人間の目で認識できないほどの高頻度で行われているからであるが、この頻度が低下すると、画面の各点がちかちかと点滅しているのが人間の目にもわかるようになる。これがフリッカーと呼ばれる現象である。
ディスプレイには表示能力があり、同じディスプレイでも解像度を高くして利用すると、一回の画面書き換えに必要な時間も長くなる。すると高いリフレッシュレートが得られず、フリッカーを生じる場合がある。
小刻みにちらつく画面を長時間見続けていると、利用者は目の疲れ・めまい・吐き気などの症状を起こすことがあり、健康上好ましくないものである。

### 防止
フリッカーを防ぐ方法としては、低すぎるリフレッシュレートを一定以上（大体70Hz以上で、フリッカーは感じられなくなるといわれる）に調整することである。ただし、解像度や同時発色数を上げることと、高いリフレッシュレートを得ることは両立しない。
「フリッカーフリー」を謳うディスプレイは、一定以下の解像度で使う限り垂直同期周波数72Hz以上（この数値はまちまちで、75Hz以上を目標とする場合もある）が得られ、フリッカーが目立たない能力をもったもののことである。残光時間が長めになるようにしても、フリッカーは抑えられる。

## 液晶ディスプレイのフリッカー
液晶ディスプレイは画素自体が発光して高速で切り替わっているものではないため、液晶ディスプレイの表示方法自体に由来するフリッカーはほとんど発生しないが、ディスプレイのバックライトとして冷陰極管やLEDを使用し、バックライトを高速にオンオフすることで輝度を調節するパルス幅変調方式（PWM方式）を採用している場合はフリッカーが発生する。PWM方式の場合は、特にバックライトの明滅が大きくなる低輝度の状態でフリッカーが激しくなる。またLEDは冷陰極管と比べて残光時間が短いためにフリッカーが激しくなり、人によっては肉眼ではっきりと感知できる人もいる。肉眼ではっきりと感知できなくても、長時間ディスプレイを見続けることで無意識に感知され、疲れ目などの原因になる。
肉眼で感知できないレベルのフリッカーの簡易な確認方法としては、照明がフリッカーの場合があるため室内の照明を消しディスプレイの前で指やペンを振ってみる、携帯のカメラ越しに見る（携帯によっては確認できない）ことで複数の残像や干渉縞として確認できる。但し、ディスプレイのバックライトの仕様により確認できないこともあり、高速度カメラによるスローモーション撮影などもある。
液晶ディスプレイのフリッカーは、調光をPWM方式ではなく直流制御方式（DC方式）にすることで押さえられる。2010年代に入るとDC調光を採用した「フリッカーフリー」のディスプレイが販売されるようになった。バックライトの輝度を常に最大にすることでも防げるが、明るすぎて逆に疲れるので現実的ではない。

## 蛍光灯のフリッカー
蛍光灯も、ちかちかとちらつくフリッカー現象を起こす。通常、蛍光灯は電源の2倍、すなわち50Hzの電源を使うならば100Hz、60Hzの電源を使うならば120Hzで点滅を繰り返している。この頻度は、人間の目で感知できないほど大きなものである。しかし、蛍光灯の寿命が近づき、一度の点滅の残光時間が短くなると、点滅の間隔が目立つようになってフリッカーとして認識されるようになる。

## LED照明器具のフリッカー
LED照明器具にも、フリッカーを起こすものがある。
交流の商用電源をブリッジダイオードなどで整流したのみの電源（全波整流電源）か、もしくは、それをコンデンサなどで簡易的に平滑したのみの電源（脈流電源）をLEDに加えることによってフリッカが発生する。交流電源をAC-DCコンバータ（スイッチングレギュレータなど）を用いて脈流の極めて少ない直流電源に変換してLEDに加えた場合、意図的に点滅をさせるようにしない限り、フリッカは発生しない。

## 電圧フリッカ
送電線の電圧の不安定な変化により照明がちらつく現象を電圧フリッカという。九州各地では2015年頃から電圧フリッカが増加したが、太陽光発電設備の急激な普及拡大により、設備に付属しているパワーコンディショナー（PCS）が電圧調整のため送電線に注入している無効電力量が急増したことが原因とされている。

## 人体への影響
フリッカーは視覚的不快感（、英: visual discomfort）を引き起こす場合がある。またより深刻な光過敏性発作を引き起こす場合もある。
有名な事例としてポケモンショックが挙げられる。この事例では約 12Hz の明滅により光過敏性発作が誘発されている。